# 鱼子山抗日战争纪念馆
40°14′50″N 117°09′27″E / 40.247089°N 117.157541°E
鱼子山抗日战争纪念馆，位于北京市平谷区山东庄镇鱼子山村。

## 历史
1938年，八路军第四纵队创建鱼子山抗日根据地，在此建立兵工厂、供给处、卫生所。现存有兵工厂的猴石南沟遗址、西洞铸造车间遗址、北洞兵器组装厂遗址，以及当年冀东西部地分委、县委召开会议的崇光门遗址。2001年，上述遗址作为“鱼子山抗战遗址”列入北京市文物保护单位。
鱼子山抗日战争纪念馆设在平谷区东北12公里的鱼子山村，京东大峡谷景区旁边。此处原为鱼子山军械修理所遗址，是抗日战争时期八路军冀东军区18军分区军械修理所的所在地。该所主要负责制造并装配地雷、手榴弹，修理枪支军械。
鱼子山抗日战争纪念馆1996年4月筹建，1999年3 月正式对外开放。该馆占地面积800平方米，建筑面积500平方米，展陈面积400平方米。馆内展出文物近百件，历史照片200幅，文献资料30多册，展现了抗日战争时期鱼子山地区的军民的斗争事迹，再现了冀东军民在中国共产党领导下与日本侵略者战斗的历史。2000年，该馆被北京市人民政府批准为北京市爱国主义教育基地。

## 建筑
纪念馆门口的平台上有两块石碑。一块刻有“革命精神永存”。另一块为白色的方尖碑，刻有“平谷鱼子山惨案遗址”，该碑的侧面记录着该惨案发生经过。抗日战争时期，八路军兵工厂、供给处、卫生所先后设在鱼子山地区，该地区号称“铁北寨、铜南山、打不垮的鱼子山”。日军多次进攻鱼子山。1942年2月14日，五、六百名日伪军包围了鱼子山村，30多名未及撤走的老人及儿童遭日军烧死，用刺刀挑死，酿成“鱼子山惨案”。半年时间，日军烧毁2000余间民宅，杀害180多人，有10户被灭门。但是鱼子山人依然坚决抗战，不少青壮年参加了八路军及抗日武装。
该纪念馆的陈列面积为400平方米，呈扇形结构，进入该馆便可见四面皆有题词的长方形柱状纪念碑。纪念馆以冀东地区抗日斗争作为背景，以平谷及周边地区人民的抗日斗争作为线索，展示了鱼子山抗日军民的斗争过程。展览内容分为五部分：“八路军四纵挥师挺进冀中，古长城下燃起抗日峰火；开展武装斗争建党建政，创建盘山鱼子山根据地；日寇野蛮实行三光政策，抗日军民坚持敌后斗争；浴血奋战夺取最后胜利，辉煌业绩永载千秋史册；缅怀先列继承光荣传统，不忘国耻建设美好家园”。
展览每一部分都配有当时的战争形势图。展出的大幅黑白照片记录了从八路军四纵队挺进冀东面临的严峻形势，到逐步建立抗日革命根据地，直到最后获得胜利的过程。展出的历史文物包括八路军军服、民兵自制的地雷及手榴弹，缴获日军军服及刺刀等物品。馆内右侧墙上刻有“平谷抗日战争革命烈士英名录”，可见烈士牺牲时的平均年龄未超过30岁。